# Marvel Super Heroes: War of the Gems
Marvel Super Heroes - War Of The Gems é um jogo eletrônico criado pela Capcom para o Super Nintendo Entertainment System em 1996. É baseado na saga da Marvel Comics: A Manopla Do Infinito (1991), escrita por Jim Starlin, George Pérez e Ron Lin. Na história, Adam Warlock pede ajuda aos grandes super-heróis da Terra para reunir as Jóias do Infinito antes que caiam nas mãos erradas.

## Personagens

### Heróis
- Homem-Aranha: O personagem mais rápido do jogo, mas também o mais fraco. Seu ataque é o mais demorado (tipo veloz).
- Capitão América: Equilibrado tanto em ataque como em velocidade (tipo balanceado).
- Homem De Ferro: Poderoso, mas bastante lento, pode usar uma variedade de projéteis e também tem salto duplo (tipo poderoso)
- Hulk: O maior personagem do jogo, sendo o mais forte e também o mais lento (tipo poderoso).
- Wolverine: Um lutador equilibrado entre o Homem Aranha e o Capitão América. Sua altura baixa permite que ele evite alguns ataques sem ter que se agachar. Pode escalar paredes ao apertar o botão de pulo perto delas (tipo balanceado).

### Coadjuvantes
Adam Warlock
Doutor Estranho - Possui uma pequena aparição ao criar uma plataforma mágica no cenário de Lava.

### Inimigos
As versões malvadas do Pigmeu, Wolverine, Hulk, Homem de Ferro, Demolidor, Visão, Mulher-Hulk, Gavião Arqueiro, Surfista Prateado, Sastquatch e Coisa
Robôs do Doutor Destino
Doutor Destino
Magus
Coração Negro
Nebula
Thanos